# Lom u Chrástu
Přírodní památka Lom u Chrástu byla vyhlášena v roce 1984 a nachází se asi půl kilometru jižně od vsi Chrást (součásti statutárního města Mladá Boleslav). Chráněné území je v péči Krajského úřadu Středočeského kraje. Důvodem ochrany je významné paleontologické naleziště křídové fauny středního turonu, které představuje jeden z opěrných profilů pro stratigrafii české křídy.
Opuštěný jámový lom o rozměrech 100 × 40 m a s kolmými stěnami o výšce 8 m byl založen v mořských uloženinách. Je zde zachován jeden z nejúplnějších středoturonských profilů typického jizerského vývoje uloženin české křídy. Jsou zde vápence, vápnité pískovce a pískovce. Půdy jsou hnědé s rendziny na pískovcích. Vlastní plochu lomu pokrývá pouze odvalový materiál s vysokým podílem písku, dochází k vývoji chudých písčitovápnitých půd. Plocha lomu je bezlesá, dochází však k rychlému zarůstání především břízou.

## Historie

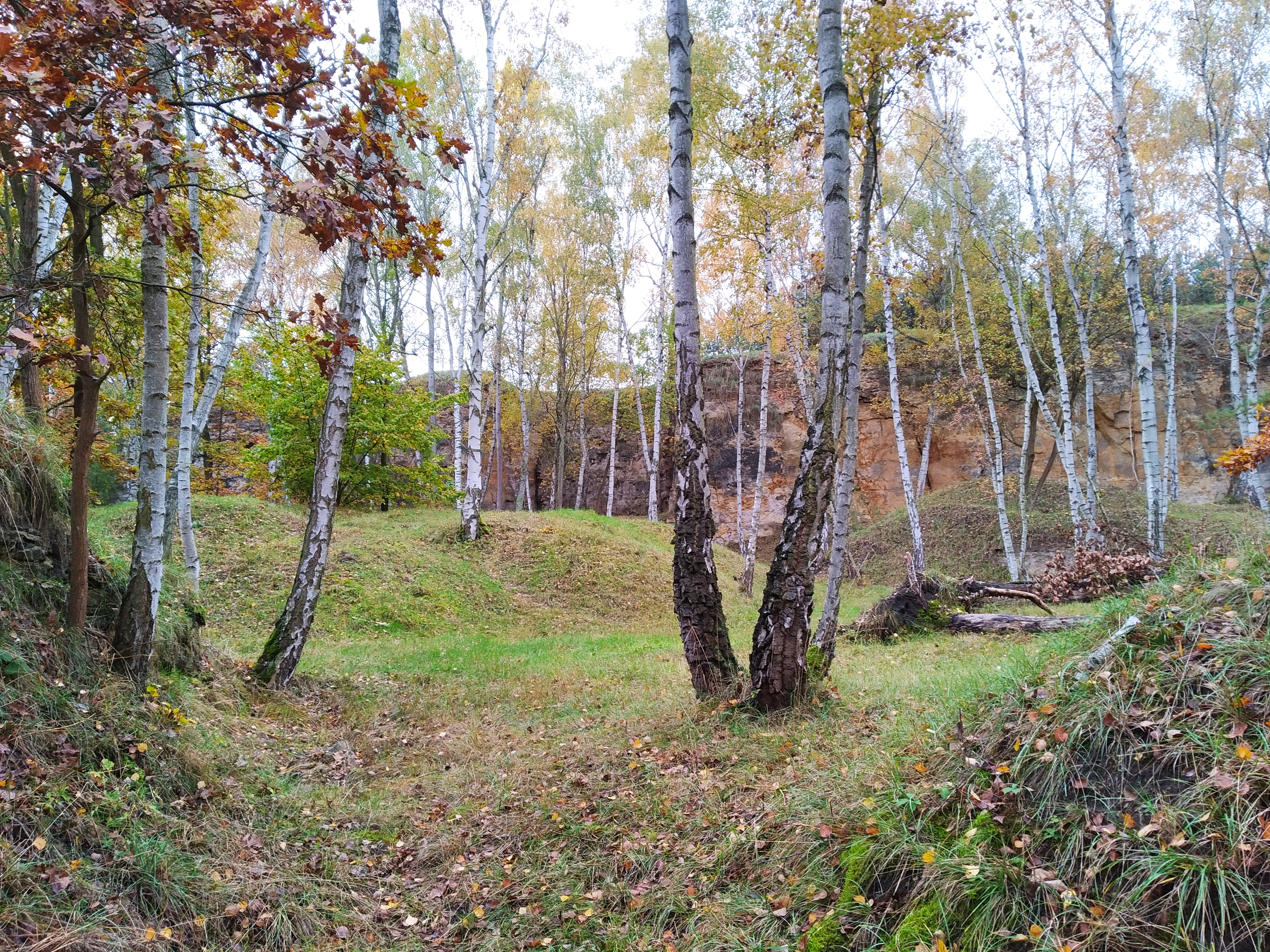
Fotografie z vnitřku lomu, která poskytuje pohled na členitý povrch a březový háj

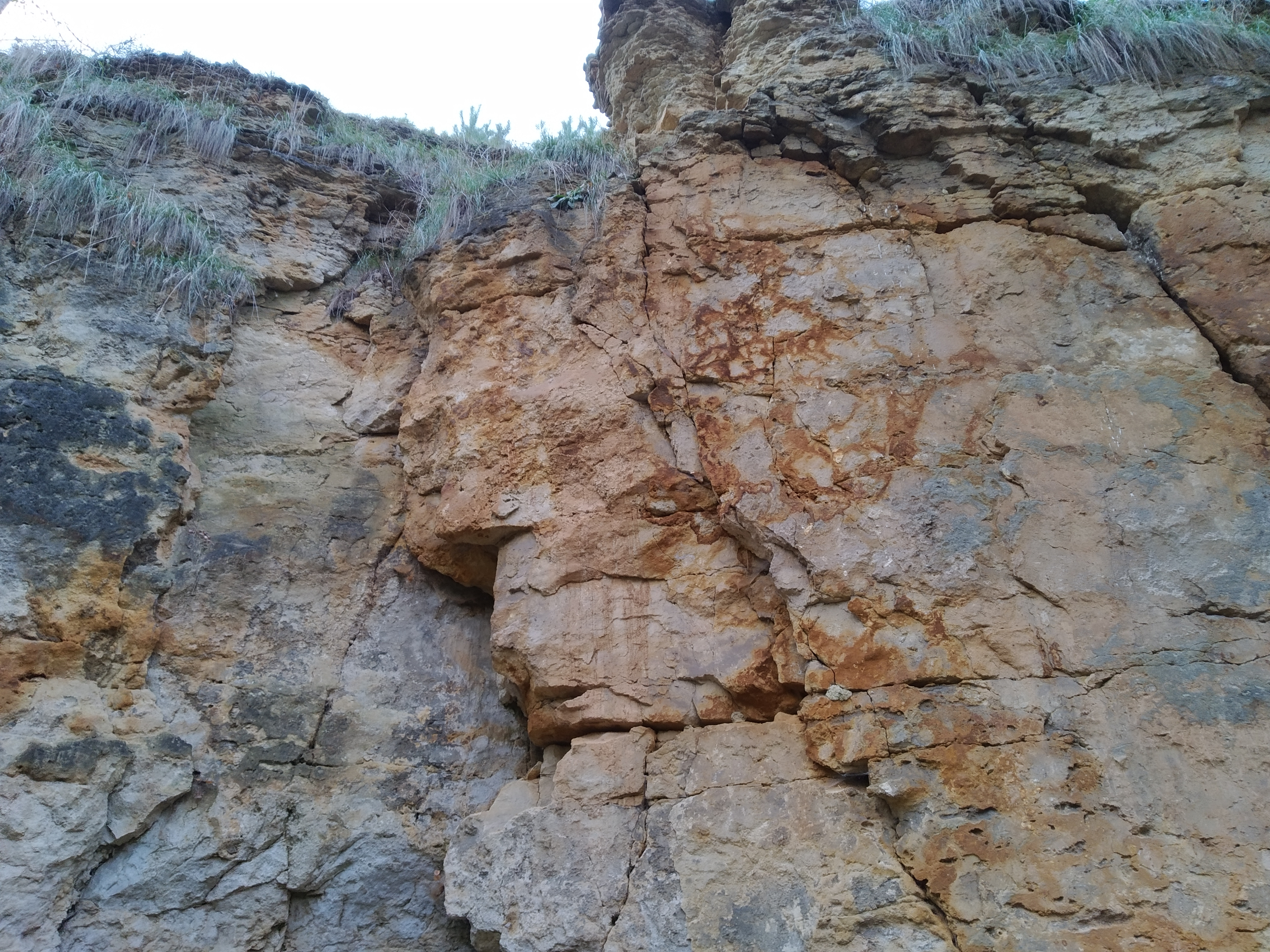
Pohled na stěnu lomu

Předmětem těžby v lomu byl kámen. Těžily se zde křídové sedimentární horniny, přesněji turonské vápnité pískovce. Těžba ustala v šedesátých letech 20. století. Přírodní památkou byl lom vyhlášen ONV v Mladé Boleslavi 17. dubna 1984.

## Přírodní poměry

### Geomorfologie a pedologie
Geomorfologicky spadá území do Českého masivu (platformní pokryv), konkrétněji do dolnojizerské části Jizerské tabule. Území se nalézá ve střední terase řeky Jizery. Podloží tedy dominují svrchnokřídové vápnité pískovce, které vznikaly v období turonu. Jedná se o jeden z nejúplnějších profilů jizerského vývoje české křídy. Rozlišeny jsou následující vrstvy:
- silně písčitý šedý vápenec
- žlutavě vápnitý pískovec
- okrově šedý až rezavý pískovec se zvýšeným obsahem limonitu
- silně vápnitý jemnozrný pískovec s deskovitým rozpadem, silná příměs limonitu
- rezavý, silně limonitický pískovec
- silně vápnitý pískovec až písčitý vápenec s obsahem limonitu, deskovitou odlučností a bohatou paleofaunou[5]

Půdy širšího okolí PP jsou tvořeny sprašovými hlínami. Podklad tvoří zejména terasové štěrky a písky Jizery.

### Flóra

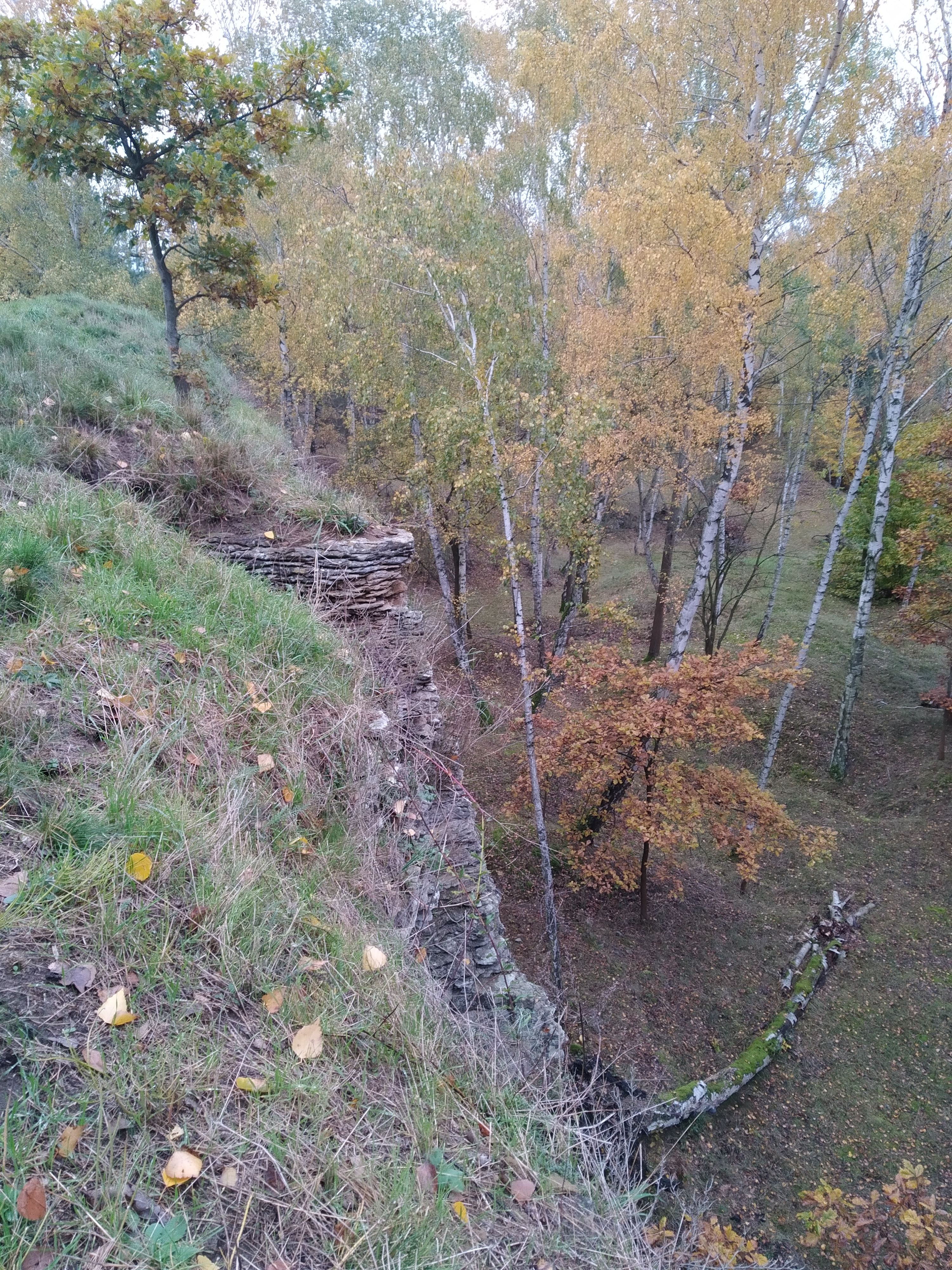
Pohled z vrchu

Dno lomu je porostlé dubem (rod Quercus), borovicí (rod Pinus) a topoly (rod Populus). Dominuje mu však zejména světlý březový háj. Daří se zde také mateřídoušce úzkolisté (Thymus serpyllum), devaterníku velkokvětému (Helianthemum grandiflorum) a kruštíku tmavočervenému (Epipactis atrorubens). Převažuje zde teplomilné travní společenstvo, jehož dominantou jsou kostřavice vzpřímená (Bromus erectus) a válečka prapořitá (Brachypodium pinnatum).

### Fauna
Ze zoologického pohledu se nejedná o významnější lokalitu. Jedná se o útočiště poměrně běžných druhů. Z obratlovců se zde dá zpozorovat strakapoud malý (Dendrocopos minor), žluna zelená (Picus viridis), žluva hajní (Oriolus oriolus) a káně lesní (Buteo buteo). Z bezobratlých pak otakárek fenyklový (Papilio machaon), nesytka sršňová (Sesia apiformis), bekyně velkohlavá (Lymantria dispar) a mnoho dalších.
Z pohledu obratlovců se jedná o území středně bohaté. Lom se nachází blízko nivy Jizery, v souvislostí s čímž se zde občas vyskytují, ale nehnízdí, i ptáci preferující přítomnost vody. Jediný druh využívá ke hnízdění vlastní lomové stěny a to rehek domácí (Phoenicurus ochruros). Starší les, vyskytující se na zbytku ZCHÚ využívají šplhavci. Vyskytují se zde také druhy jako je veverka obecná (Sciurus vulgaris), netopýr velký (Myotis myotis) a netopýr velkouchý (Myotis bechsteinii), které jsou ze zákona zvláště chráněni. Žádné ochranářské zákroky v PP by ovšem na jejich populace neměly vliv. Údržba xerotermní části území by prospěla stavům ještěrky obecné (Lacerta agilis).

## Předmět ochrany
Jedná se o významné naleziště zkamenělin různého stáří – svrchní turon, coniak – tzv. inoceramové opuky. Patří sem živočichové Trigonia limbata, Lima multicostata, Pecten curvatus a Inoceramus lamarcki. Kromě zkamenělin zde můžeme najít hojný počet jedinců chráněné orchideje kruštíka tmavočerveného (Epipactis atrorubens) a byliny z čeledi miříkovitých smldníka olešníkovitého (Peucedanum oreoselinum).
Existenci lomu lze považovat za pozitivní. Šetrnou těžbou vznikly nové, v okolním území vzácné biotopy (skalní výchozy, strmé svahy s exotermními rostlinnými společenstvy) a zajímavý reliéfový útvar. Z vědeckého hlediska je významný vzniklý geologický profil.
Cílem péče je zachování významného geologického a paleontologického profilu. Odpovídající péčí zajistit zachování společenstev teplomilných trávníků sv. Bromion erecti.
Biologická hodnota PP je nejvíce ohrožena absencí vhodného managementu. Geologické útvary v lomových stěnách nejsou zřetelně ohroženy. Intenzivním zarůstáním vzniká kontroverzní problém, znesnadňuje výzkum nebo exkurze, na druhou stranu znesnadňuje přístup nežádoucím osobám, které by mohly stěny lomu poškozovat. Potencionálním negativním vlivem jsou improvizovaná tábořiště na dně lomu, kde se shlukují lidé. Existence divokých skládek nebyla zaznamenána, ale vyskytuje se zde pohozený odpad.
Je zde patrný vliv eutrofizace půd (jak vlivem imisí, tak splachem hnojiv z přilehlého pole), projevující se expanzí konkurenčně silných trav do krátkostébelných suchých trávníků na plošině nad lomem. Vegetace je tedy silně postižena především absencí zmíněného managementu. Cílem je zachovat alespoň stávající fragment teplomilných trávníků vyřezáním expanzivních dřevin a pravidelným kosením.